# Arsen Śliwiński
Arsen Śliwiński (3 de abril de 1996) es un deportista polaco que compite en piragüismo en la modalidad de aguas tranquilas.
Ganó seis medallas en el Campeonato Mundial de Piragüismo entre los años 2017 y 2022, y cinco medallas en el Campeonato Europeo de Piragüismo entre los años 2018 y 2024.

## Palmarés internacional
| Campeonato Mundial | Campeonato Mundial          | Campeonato Mundial | Campeonato Mundial |
| Año                | Lugar                       | Medalla            | Competición        |
| ------------------ | --------------------------- | ------------------ | ------------------ |
| 2017               | Račice (República Checa)    | Medalla de plata   | C2 200 m           |
| 2018               | Montemor-o-Velho (Portugal) | Medalla de plata   | C2 200 m           |
| 2018               | Montemor-o-Velho (Portugal) | Medalla de bronce  | C2 500 m           |
| 2019               | Szeged (Hungría)            | Medalla de plata   | C2 200 m           |
| 2021               | Copenhague (Dinamarca)      | Medalla de plata   | C4 500 m           |
| 2022               | Halifax (Canadá)            | Medalla de plata   | C4 500 m           |
| Campeonato Europeo |                             |                    |                    |
| Año                | Lugar                       | Medalla            | Competición        |
| 2018               | Belgrado (Serbia)           | Medalla de bronce  | C2 200 m           |
| 2018               | Belgrado (Serbia)           | Medalla de bronce  | C4 500 m           |
| 2021               | Poznań (Polonia)            | Medalla de plata   | C2 200 m           |
| 2022               | Múnich (Alemania)           | Medalla de oro     | C2 200 m           |
| 2024               | Szeged (Hungría)            | Medalla de plata   | C2 500 m           |